# Galatea cailliaudii
Galatea cailliaudii is een tweekleppigensoort uit de familie van de Donacidae. De wetenschappelijke naam van de soort is voor het eerst geldig gepubliceerd in 1860 door Bernardi.